# Kamen Rider Ghost
Kamen Rider Ghost (jap. 仮面ライダーゴースト Kamen Raidā Gōsuto) – japoński serial tokusatsu wyprodukowany przez Toei Company i emitowany na antenie TV Asahi od 4 października 2015 do 25 września 2016. Serial jest 26. oodsłoną serii Kamen Rider.

## Fabuła
Akcja serialu rozgrywa się wokół Takeru Tenkūjiego, który tak jak jego ojciec Ryū chce zostać łowcą duchów. Niestety w dniu swoich osiemnastych urodzin Takeru zostaje zabity przez dwa potwory z rasy Ganma. Chłopak cudem zostaje wskrzeszony, jednak ma ograniczony czas życia. Aby całkowicie się odrodzić musi w ciągu 99 dni zebrać 15 przedmiotów zwanych Eyeconami, które zawierają dusze słynnych postaci historycznych, a jeśli tego nie zrobi, przestanie istnieć. Na drodze Takeru stoją inne Ganma, które planują użyć pozostałych w złym i tajemniczym celu. Jako Kamen Rider Ghost, Takeru musi je powstrzymać, w czym pomagają mu jego przyjaciółka Akari Tsukimura oraz Makoto Fukami, który przemienia się w Kamen Ridera Spectera.

## Obsada
- Takeru Tenkūji/Kamen Rider Ghost: Shun Nishime
- Makoto Fukami/Kamen Rider Specter: Ryōsuke Yamamoto
- Akari Tsukimura: Hikaru Ōsawa
- Onari: Takayuki Yanagi
- Shibuya: Takuya Mizoguchi
- Narita: Reo Kanshūji
- Ryū Tenkūji: Kazuhiko Nishimura
- Kanon Fukami: Mio Kudo
- Chikara Saionji: Yoshiyuki Morishita
- Pustelnik/Edith: Naoto Takenaka
- Alain/Kamen Rider Necrom: Hayato Isomura
- Adel: Akihiro Mayama
- Jabel: Sōtarō Yasuda
- Igor: Hiroshi Yamamoto
- Alia: Reon Kadena
- Adonis: Hiroshi Katsuno
- Steve Bills: Thane Camus